# Premiul Pilgrim
Premiul Pilgrim (în engleză Pilgrim Award) este oferit de Science Fiction Research Association pentru cercetări de o viață în domeniul science fiction.  A fost creat de 1970 și a fost denumit după cartea de pionierat în domeniu a lui J. O. Bailey, Pilgrims Through Space and Time.  În mod firesc, primul premiu a fost acordat lui Bailey.

## Lista câștigătorilor
- 1970 – J. O. Bailey (Statele Unite)
- 1971 – Marjorie Hope Nicolson (Statele Unite)
- 1972 – Julius Kagarlitski (URSS)
- 1973 – Jack Williamson (Statele Unite)[1]
- 1974 – I. F. Clarke (Regatul Unit)
- 1975 – Damon Knight (Statele Unite)
- 1976 – James E. Gunn (Statele Unite)
- 1977 – Thomas D. Clareson (Statele Unite)
- 1978 – Brian W. Aldiss (Regatul Unit)
- 1979 – Darko Suvin (Canada)
- 1980 – Peter Nicholls (Australia)
- 1981 – Sam Moskowitz (Statele Unite)
- 1982 – Neil Barron (Statele Unite)
- 1983 – H. Bruce Franklin (Statele Unite)
- 1984 – Everett F. Bleiler (Statele Unite)
- 1985 – Samuel R. Delany (Statele Unite)
- 1986 – George E. Slusser (Statele Unite)
- 1987 – Gary K. Wolfe (Statele Unite)
- 1988 – Joanna Russ (Statele Unite)
- 1989 – Ursula K. Le Guin (Statele Unite)
- 1990 – Marshall Tymn (Statele Unite)
- 1991 – Pierre Versins (Franța)
- 1992 – Mark R. Hillegas (Statele Unite)
- 1993 – Robert Reginald (Statele Unite)
- 1994 – John Clute (Regatul Unit)
- 1995 – Vivian Sobchack (Statele Unite)
- 1996 – David Ketterer (Canada)
- 1997 – Marleen Barr (Statele Unite)
- 1998 – L. Sprague de Camp (Statele Unite)
- 1999 – Brian Stableford (Regatul Unit)
- 2000 – Hal W. Hall (Statele Unite)
- 2001 – David N. Samuelson (Statele Unite)
- 2002 – Mike Ashley (Regatul Unit)
- 2003 – Gary Westfahl (Statele Unite)
- 2004 - Edward James (Regatul Unit)
- 2005 - Gérard Klein (Franța)
- 2006 - Fredric Jameson (Statele Unite)
- 2007 - Algis Budrys (Statele Unite)
- 2008 - Gwyneth Jones (Regatul Unit)
- 2009 - Brian Attebery (Statele Unite)
- 2010 - Eric Rabkin (Statele Unite)
- 2011 - Donna Haraway (Statele Unite)
- 2012 - Pamela Sargent (Statele Unite)
- 2013 - N. Katherine Hayles (Statele Unite)
- 2014 - Joan Gordon (Statele Unite)
- 2015 – Henry Jenkins (Statele Unite)
- 2016 – Mark Bould (Regatul Unit)
- 2017 – Tom Moylan (Irlanda)
- 2018 – Carl Freedman (Statele Unite)

## Legături externe
- SFRA Awards listing Arhivat în 3 noiembrie 2013, la Wayback Machine.

## Vezi și
- Listă de premii SF